# The Overview
The Overview (stylizowane na TH5 OV5RV95W) – ósmy album studyjny brytyjskiego muzyka Stevena Wilsona wydany 14 marca 2025. Album ten  składa się tylko z dwóch około dwudziestominutowych utworów i jest powrotem Wilsona do brzmień progresywnych, po swoich dwóch ostatnich publikacjach (The Future Bites i The Harmony Codex).

## Lista utworów
1. "Objects Outlive Us" - 23:17
  - "No Monkey's Paw"
  - "The Buddha of the Modern Age"
  - "Objects: Meanwhile"
  - "The Cicerones"
  - "Ark"
  - "Cosmic Sons of Toil"
  - "No Ghost on the Moor"
  - "Heat Death of the Universe"
2. "The Overview" - 18:21
  - "Perspective"
  - "A Beautiful Infinity I"
  - "Borrowed Atoms"
  - "A Beautiful Infinity II"
  - "Infinity Measured in Moments"
  - "Permanence"